# Heterogastridium pycnidioideum
Heterogastridium pycnidioideum är en svampart som beskrevs av Oberw. & R. Bauer 1990. Heterogastridium pycnidioideum ingår i släktet Heterogastridium och familjen Heterogastridiaceae.   Inga underarter finns listade i Catalogue of Life.